# Walter Berry (śpiewak)
Walter Berry (ur. 8 kwietnia 1929 w Wiedniu, zm. 27 października 2000 tamże) – austriacki śpiewak operowy, bas-baryton.

## Życiorys
Początkowo rozpoczął studia inżynierskie, dopiero później wstąpił do Konserwatorium Wiedeńskiego, gdzie jego nauczycielem był Hermann Gallos. Na scenie zadebiutował w 1950 roku w Operze Wiedeńskiej w operze Arthura Honeggera Jeanne d’Arc. Odniósł międzynarodowy sukces rolą hrabiego Almavivy w Weselu Figara W.A. Mozarta. Od 1952 roku regularnie gościł na festiwalu w Salzburgu, gdzie uczestniczył w prawykonaniach oper Der Prozess Gottfrieda von Einema (1953), Penelope Rolfa Liebermanna (1954) oraz Irische Legende Wernera Egka (1955). W 1960 roku kreował rolę Orlofskiego w Zemście nietoperza Johanna Straussa w Operze Wiedeńskiej pod batutą Herberta von Karajana. W 1966 roku wystąpił w nowojorskiej Metropolitan Opera jako Barak w Kobiecie bez cienia Richarda Straussa. W 1976 roku debiutował w Covent Garden Theatre w Londynie jako Barak w Kobiecie bez cienia Straussa, Wotan w Pierścieniu Nibelunga Wagnera i Sinobrody w Zamku Sinobrodego Bartóka.
W latach 1957–1970 był żonaty ze śpiewaczką Christą Ludwig. W 1963 roku otrzymał tytuł Kammersänger. Oprócz repertuaru operowego wykonywał także partie oratoryjne i pasyjne oraz pieśni. Dokonał licznych nagrań płytowych dla wytwórni Decca, Deutsche Grammophon, EMI, Philips i Sony.